# Antonio Fernández Alba
Antonio Fernández Alba   (Salamanca, 17 de desembre de 1927 - Madrid, 7 de maig de 2024) va ser un arquitecte espanyol, acadèmic de la Reial Acadèmia Espanyola.

## Biografia
Amb una personalitat inquieta des de la seva joventut, va participar en els corrents avantguardistes dels anys 50 i 60. Inconformista, accepta el passat i la tradició però sense repetir-lo. Defensa la imaginació i la reflexió davant el projecte però no menysprea la matèria. En les seves obres es veu una clara cerca de formes noves, atenent a la funció i amb certa crítica al pensament i art de la seva època.
El 1957 es va llicenciar en Arquitectura a l'Escola Tècnica Superior d'Arquitectura de Madrid, on es va doctorar el 1963. Hi va ser professor durant prop de quaranta anys en la càtedra d'Elements de Composició. Participarà activament en la seva gestació i auge gradual dels nous corrents arquitectònics i de renovació artística. Mostraria simpatia pel grup d'El Paso, comunament identificat amb l'expansió de l'informalisme, entès pel mateix, la negació del cànon racionalista, així com la taxativa renúncia a l'art instituït a favor de la reminiscència, de la rutina. Compartirà el seu entusiasme amb aquest grup, i amb ells exposarà la seva primera obra. Els seus començaments conjuguen construccions oficials i projectes d'avantguarda. Les construccions oficials s'obstinaven a rememorar o reencarnar l'expressió d'un passat gloriós, però el crit veritablement creador se sustentava en l'expressió dels projectes avantguardistes.

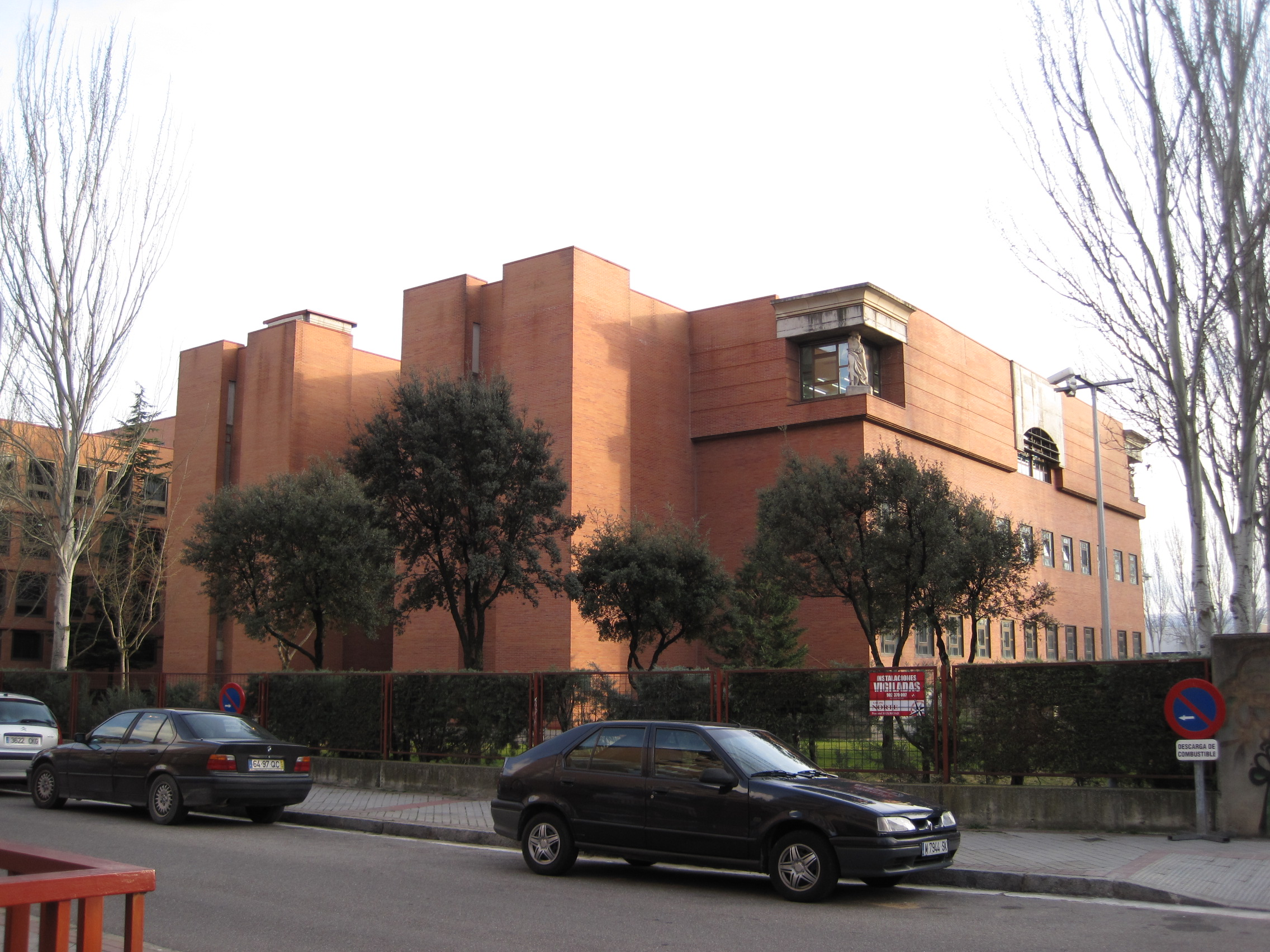
Edifici de l'ETSA de Valladolid

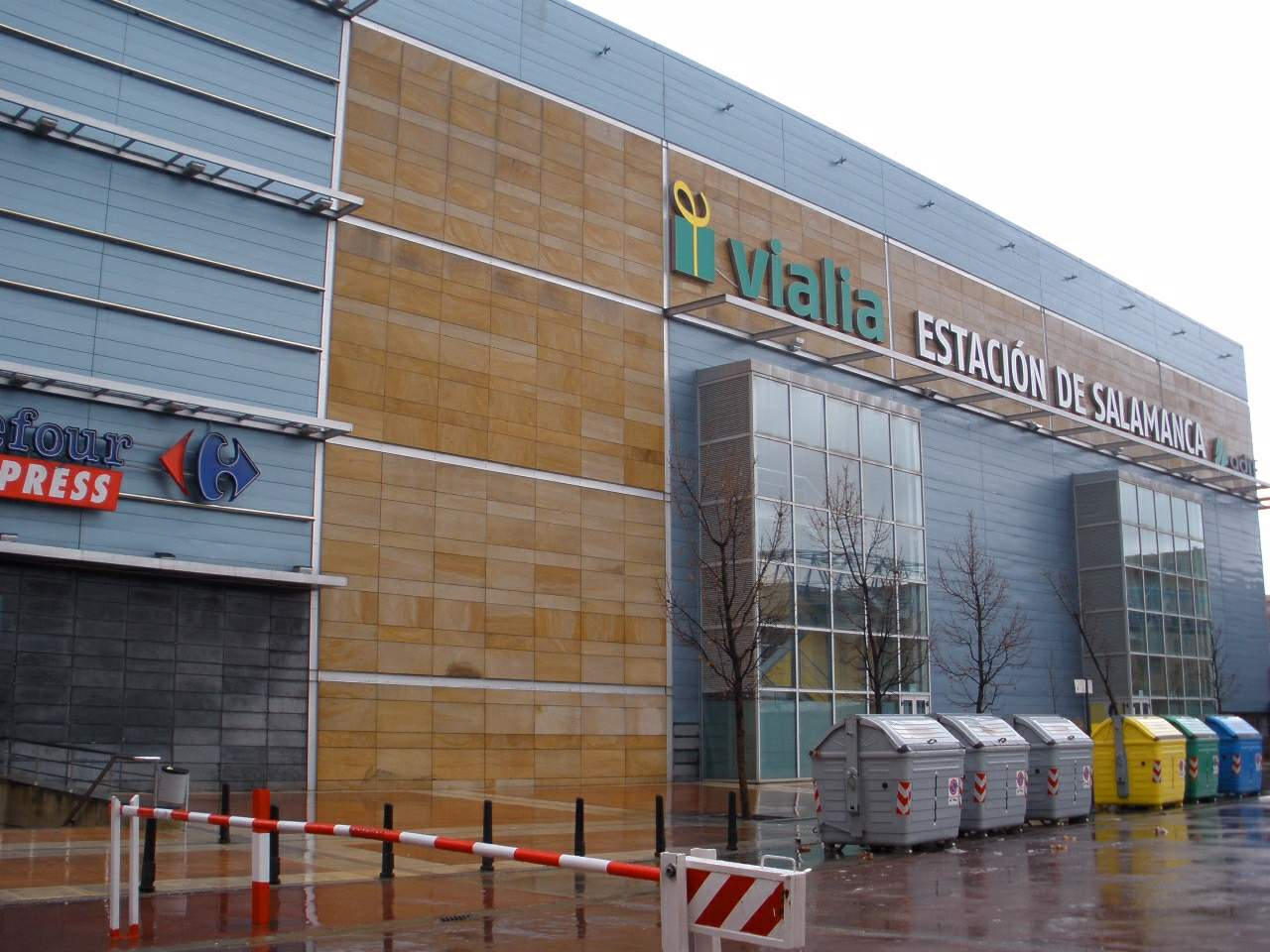
Estació de Salamanca

Al llarg de la seva trajectòria ha compaginat l'activitat docent amb la seva labor al capdavant de l'Institut de Restauracions del Patrimoni Històric Espanyol del que en va ser director entre 1984 i 1987 o del Patronat del Museu d'Art Contemporani del qual va ser president entre 1987 i 1990. El 1989 va ingressar a la Reial Acadèmia de Belles Arts de Sant Ferran. Crític amb l'arquitectura del seu temps, la seva obra és el resultat d'una reflexió crítica entorn de l'espai arquitectònic de la societat actual. Ja va ser premiat tant com a estudiant (Premi del Museu d'Art Contemporani, 1953). Com a arquitecte madur va rebre el Premi Olaguibel, 1979, unnsèrievde premis que va continuar: els més importants d'ells són el Premi Nacional d'Arquitectura d'Espanya el 1963 i la Medalla d'Or de l'Arquitectura el 2002. Així mateix, ha escrit diversos llibres i realitzat nombroses exposicions a Espanya i Itàlia.
Des de desembre de 2004, va ser triat per ocupar la butaca “o” a la Reial Acadèmia Espanyola. Després de conèixer el seu nomenament, Antonio Fernández Alba expressà el seu desig de portar a la institució «la veu de la ciutat, que és el lloc on es creen les paraules». El març de 2005 li va ser concedit el Premi Nacional d'Arquitectura al conjunt de la seva obra. El premi va ser atorgat, segons el jurat, «a una vida professional dedicada a l'arquitectura; per una labor que ha vingut creant ciutat perquè els ciutadans disposin de qualitat en les edificacions». Aquest reconeixement es va veure refrendat al març de 2006, quan Fernández Alba va ingressar en la Reial Acadèmia de la Llengua, el primer arquitecte que ingressava en aquesta institució; en el seu discurs, va reflexionar sobre el llenguatge i el canvi urbà, i va donar una visió malenconiosa de la ciutat. El 2007 va ser nomenat Doctor Honoris causa per la Universitat Politècnica de Cartagena.
Va exercir nombrosos càrrecs com:
- 1984-1987 Director de l'Institut de Restauracions del Patrimoni Històric Espanyol.
- 1987-1990 President del Patronat del Museu d'Art Contemporani.
- 1989 Ingressa en la Reial Acadèmia de Belles Arts de Sant Ferran.
- 1996-1999 Membre del Patronat del Museu del Prado.
- 2004 Membre de la Reial Acadèmia Espanyola.[7][8][9]

### Teoria
El seu ideari atén a la complexa realitat del temps i la seva obra vol respondre amb eficàcia a la problemàtica de l'entorn en què vivim. És sempre molt atent a la situació social de la qual necessàriament ha de dependre i en l'àmbit de la qual ha d'operar. Fernández Alba vol convertir en pedagogia aquella norma a la que tantes vegades es va ajustar la seva pràctica arquitectònica: la troballa d'un llenguatge del tot coherent amb el sentit de la realitat. L'arquitectura ha de convertir-se en llenguatge viu que exemplifiqui i orienti l'al·luvió de la convivència. A més, l'expressió arquitectònica ha de comportar un llenguatge segur, capaç de correspondre's amb el mitjà, i capaç de traduir el context dels processos culturals, conformadors del medi ambient, de l'entorn de vital.

## Arquitectura
La seva activitat respon a una àmplia complexió cultural, oberta tant al socioeconòmic com al polític i a l'ideològic i, també, a l'estrictament arquitectònic i a l'estètic en general, incloent, a més, una particular atenció a les modernes concepcions del llenguatge i a l'efusió dels corrents estructuralistes. La seva irrupció en la panoràmica del seu temps va suposar, d'alguna manera, un canvi sensible en la pràctica de l'arquitectura, desentesa, fins llavors, del camp intel·lectual. L'arquitectura de postguerra espanyola se cenyeix a la divergència entre les construccions oficials i els projectes d'avantguarda. La presència de Fernández Alba en el camp professional coincideix justament amb la monòtona plenitud de l'arquitectura oficial i el reconeixement, almenys minoritari, de la primera avantguarda, sorgida després de la guerra civil espanyola. D'aquesta manera, s'avançava a una arquitectura caduca, ancorada en el record d'un passat gloriós, encara que ja apuntada a nou futur.
La seva arquitectura s'ha vist influïda per Frank Lloyd Wright i Alvar Aalto. Això s'aprecia en obres com el Col·legi Montfort a Loeches (Madrid) i el seu projecte d'edifici administratiu al Passeig de la Castellana (Madrid), respectivament. El Col·legi Montfort (1964-65) descansa en un petit pujol enfront del poble de Loeches, a Madrid. El predomini de l'horitzontal, els sostres a dues aigües amb poca inclinació, les estades semihexagonals, la successió de finestres constituint una única franja horitzontal i recolzar l'edifici sobre un important basament, són clares influències wrightianes. L'ús d'un únic material (maó) com a tancament ens fa entendre millor i de manera unitària l'edifici. Amb aquest, l'arquitecte té un tema de contacte amb l'arquitectura vernacla, però tractant-la amb rigor. Per aquesta mateixa època, l'arquitecte comença a desenvolupar els sostres amb forma de volta de mig canó (que serà una constant en moltes de les seves obres) i les formes netes, corbes i planes. Fernández Alba maneja tant les formes arrodonides com les arestes vives. Repetirà constantment la construcció d'elements estructurals en formigó vist.
El concepte de mobilitat és el criteri rector de Fernández Alba. Ell no implanta un model d'edifici, la reiteració del qual hagués degenerat en l'obediència rutinària a una llei unívoca. L'arquitectura orgànica és per a ell, abans de res, una concepció general de l'habitatge i l'entorn, i un mètode obert a les mil variants que pot originar i exigir la seva interrelació recíproca. L'estructura de les seves construccions es tanca en si mateixa, però no, per això, queda incapacitada per integrar-se, com a subestructura, en una altra superior, per la qual es veu enriquida. L'edifici va tancant-se orgànicament cap a un nucli vital, on van i venen les artèries de l'habitar i del conviure. Un altre aspecte amb relació a la mobilitat, ho trobem en la relació de l'edifici amb el mitjà. Si el marc geogràfic, econòmic i social ho permet, Fernández Alba no dubtarà a triar els materials de la zona, realçant el caràcter de les tècniques semiartesanals, consumant l'edifici amb una rotunda elisió de tot element ornamental, i amb la nua exteriorització del seu antic origen popular. Si per contra, el mitjà és propici per a la pràctica d'una nova tecnologia, tant dels materials com dels processos constructius, recorrerà a això.
La trajectòria d'aquest arquitecte, respon a tres etapes més destacades:
1. Actitud avantguardista i cultura de recuperació (1950-60)
2. Racionalització de la forma (1960-67)
3. Ambigüitat originada per la inclusió de la teoria i la pràctica a les fronteres del camp intel·lectual (1967-70)

### A partir dels anys 1970
A mesura que s'aproximen els anys vuitanta es fa més evidents que l'espai de l'arquitectura requerit per al nou mitjà artificial ve patint en la societat industrial, un desequilibri i erosió ambiental, segons paraules de Fernández Alba. És un mitjà cada vegada més determinat per l'home econòmic del nostre temps. Arribem a un moment en què l'habitatge sofreix una falta d'adequació temporal, on les feines de la llar no constitueixen cap valor en el sentit capitalista. Fernández Alba criticarà la ciutat com a suport d'allotjament de tots els seus ciutadans. Per a aquest arquitecte hi ha una urgent necessitat de crear nous aparells per a la construcció i formalització del medi físic. El problema radica, segons Fernández Alba, en la inexistència d'una veritable teoria, i una praxi que faci eficaç la seva comesa, per proposar altres alternatives no lligades a la cerca platònica de la forma. Per a ell, les escoles encara segueixen impartint un aprenentatge allunyat de la realitat, tant en la teoria com en la pràctica. Es dona per tant, en aquest final de la dècada dels setanta, una urgent necessitat de conformar la docència i la pràctica de l'arquitectura d'acord amb els processos de canvi polític.

## Obra publicada
- Diseño, entre la teoría y la praxis
- La crisis de la arquitectura contemporánea en España
- Crónicas del espacio perdido
- Domus Aurea. Diálogos en casa de Virgilio
- La ciudad herida (2001)